# Zayn/Auszeichnungen für Musikverkäufe

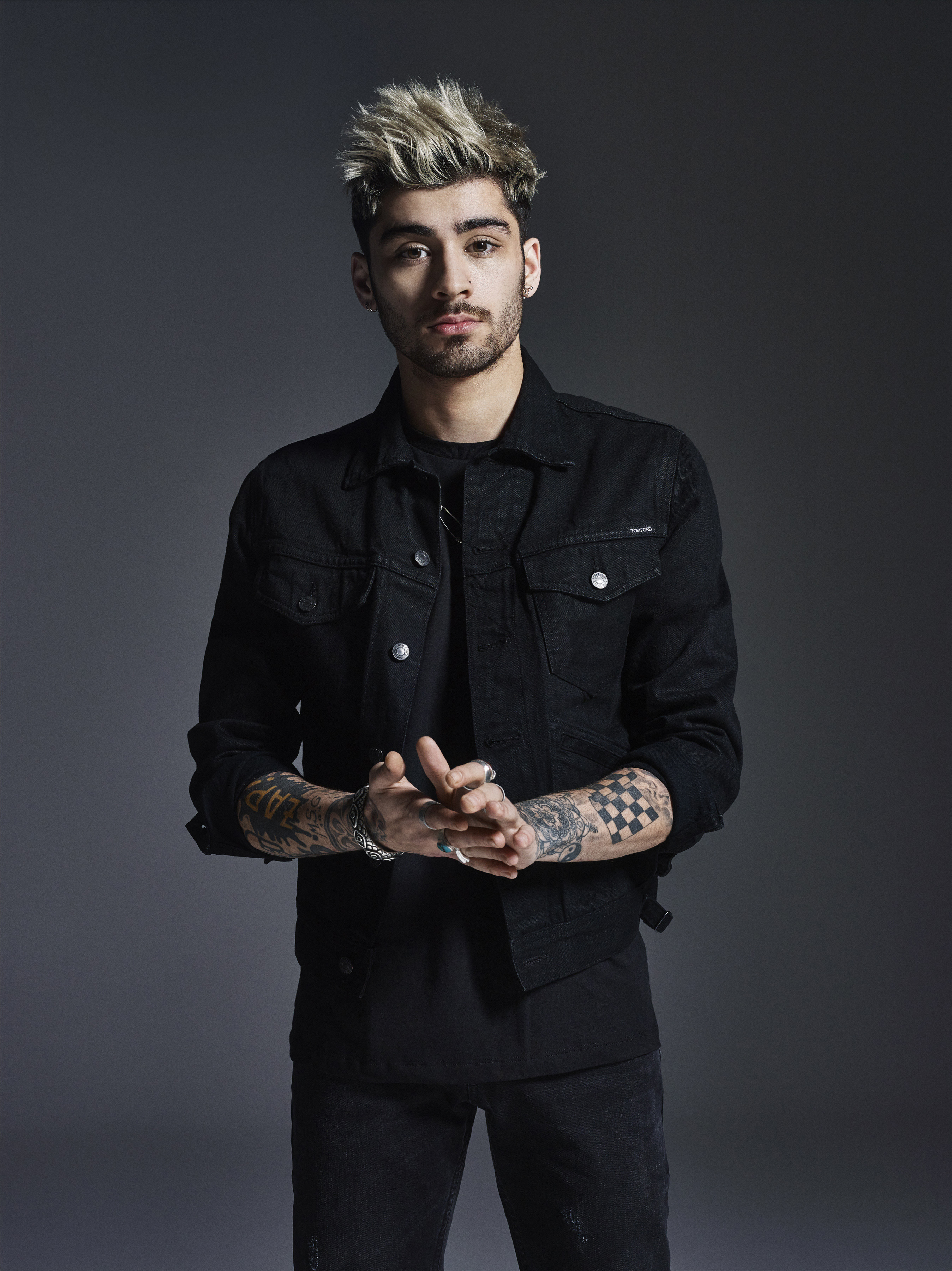
Zayn (2015)

Dies ist eine Übersicht über die Auszeichnungen für Musikverkäufe des britischen Pop-Sängers Zayn. Die Auszeichnungen finden sich nach ihrer Art (Gold, Platin usw.), nach Staaten getrennt in chronologischer Reihenfolge, geordnet sowie nach den Tonträgern selbst, ebenfalls in chronologischer Reihenfolge, getrennt nach Medium (Alben, Singles usw.), wieder.

## Auszeichnungen
| - Vereinigtes Königreich - 2017: für die Single Like I Would - 2017: für die Single Cruel - 2022: für die Single Let Me - 2024: für das Album Icarus Falls - Australien - 2016: für die Single Cruel - 2018: für die Single Let Me - Belgien - 2016: für die Single Pillowtalk - Brasilien - 2020: für das Lied Good Years - 2020: für die Single Fingers - 2021: für die Single Befour - 2021: für die Single Better - 2021: für die Single Cruel - 2021: für die Single Too Much - Dänemark - 2021: für die Single Trampoline - 2023: für die Single Still Got Time - 2023: für das Album Icarus Falls - Frankreich - 2023: für das Album Mind of Mine - Italien - 2017: für die Single Like I Would - 2019: für die Single Still Got Time - 2021: für das Album Mind of Mine - Kanada - 2017: für die Single A Whole New World (End Title) - 2019: für das Album Icarus Falls - 2019: für die Single Let Me - Mexiko - 2019: für die Single Still Got Time - 2019: für die Single Let Me - 2020: für die Single A Whole New World (End Title) - 2020: für die Single Entertainer - Neuseeland - 2016: für die Single Like I Would - 2022: für das Album Icarus Falls - Schweden - 2015: für die Autorenbeteiligung Story of My Life (One Direction) - 2016: für die Single Like I Would - 2019: für die Single Trampoline - Schweiz - 2014: für die Autorenbeteiligung Story of My Life (One Direction) - 2019: für das Album Icarus Falls - Spanien - 2014: für das Streaming Story of My Life (One Direction) - Vereinigte Staaten - 2017: für die Single Still Got Time - 2018: für die Single Like I Would - 2020: für die Single Let Me - 2020: für das Album Icarus Falls - 2020: für die Single A Whole New World (End Title) - Vereinigtes Königreich - 2018: für die Single Still Got Time - 2018: für das Album Mind of Mine | - Australien - 2018: für die Single Like I Would - 2018: für die Single Still Got Time - Belgien - 2017: für die Single I Don’t Wanna Live Forever - 2017: für die Single Dusk Till Dawn - 2020: für die Single Trampoline - Brasilien - 2020: für das Lied There You Are - 2020: für die Single Entertainer - 2020: für die Single Let Me - 2020: für die Single Like I Would - 2020: für die Single Still Got Time - Dänemark - 2014: für das Streaming Story of My Life (One Direction) - 2019: für die Single Dusk Till Dawn - 2023: für die Autorenbeteiligung Night Changes (One Direction) - 2024: für das Album Mind of Mine - Deutschland - 2018: für die Single Dusk Till Dawn - 2023: für die Single Pillowtalk - Frankreich - 2017: für die Single Pillowtalk - Griechenland - 2024: für die Autorenbeteiligung Night Changes (One Direction) - Italien - 2014: für die Autorenbeteiligung Story of My Life (One Direction) - 2023: für die Autorenbeteiligung Night Changes (One Direction) - Kanada - 2017: für das Album Mind of Mine - 2017: für die Autorenbeteiligung Night Changes (One Direction) - 2018: für die Single Still Got Time - 2018: für die Single Like I Would - Mexiko - 2019: für das Album Mind of Mine - 2020: für die Autorenbeteiligung Night Changes (One Direction) - Neuseeland - 2019: für das Album Mind of Mine - 2019: für die Single Still Got Time - 2020: für die Single Let Me - 2021: für die Single Cruel - Norwegen - 2020: für die Single Trampoline - Österreich - 2018: für die Single Dusk Till Dawn - Polen - 2017: für das Album Mind of Mine - 2020: für das Album Icarus Falls - Portugal - 2017: für die Single I Don’t Wanna Live Forever - 2018: für die Single Dusk Till Dawn - 2019: für die Single Pillowtalk - Schweiz - 2017: für die Single Pillowtalk - Singapur - 2019: für das Album Icarus Falls - Spanien - 2016: für die Single Pillowtalk - 2024: für die Autorenbeteiligung Night Changes (One Direction) - Vereinigte Staaten - 2015: für die Autorenbeteiligung Night Changes (One Direction) - 2019: für das Album Mind of Mine - Deutschland - 2021: für die Single I Don’t Wanna Live Forever - 2022: für die Autorenbeteiligung Story of My Life (One Direction) - Mexiko - 2016: für die Autorenbeteiligung Story of My Life (One Direction) - 2017: für die Single I Don’t Wanna Live Forever | - Australien - 2020: für die Single Trampoline - Brasilien - 2020: für das Album Icarus Falls - 2021: für das Album Mind of Mine - 2024: für die Single A Whole New World (End Title) - Dänemark - 2019: für die Single I Don’t Wanna Live Forever - 2021: für die Single Pillowtalk - 2023: für die Autorenbeteiligung Story of My Life (One Direction) - Griechenland - 2024: für die Autorenbeteiligung Story of My Life (One Direction) - Italien - 2016: für die Single Pillowtalk - Schweden - 2024: für die Single I Don’t Wanna Live Forever - Spanien - 2023: für die Single Dusk Till Dawn - 2024: für die Single I Don’t Wanna Live Forever - 2024: für die Autorenbeteiligung Story of My Life (One Direction) - Vereinigte Staaten - 2020: für die Single Dusk Till Dawn - Vereinigtes Königreich - 2019: für die Single Pillowtalk - 2021: für die Single Dusk Till Dawn - 2021: für die Autorenbeteiligung Story of My Life (One Direction) - 2023: für die Single I Don’t Wanna Live Forever - 2024: für die Autorenbeteiligung Night Changes (One Direction) - Italien - 2017: für die Single I Don’t Wanna Live Forever - 2018: für die Single Dusk Till Dawn - Neuseeland - 2022: für die Single Trampoline - 2024: für die Autorenbeteiligung Story Of My Life (One Direction) - 2024: für die Autorenbeteiligung Night Changes (One Direction) - Schweden - 2016: für die Single Pillowtalk - Schweiz - 2018: für die Single Dusk Till Dawn - Vereinigte Staaten - 2015: für die Autorenbeteiligung Story of My Life (One Direction) - Australien - 2016: für die Single Pillowtalk - 2018: für die Single Dusk Till Dawn - 2020: für die Autorenbeteiligung Story of My Life (One Direction) - Kanada - 2016: für die Single Pillowtalk - 2017: für die Autorenbeteiligung Story of My Life (One Direction) - 2019: für die Single Dusk Till Dawn - Neuseeland - 2024: für die Single Dusk Till Dawn - 2024: für die Single Pillowtalk - Norwegen - 2020: für die Single I Don’t Wanna Live Forever - Vereinigte Staaten - 2018: für die Single I Don’t Wanna Live Forever - Mexiko - 2022: für die Single Dusk Till Dawn - Neuseeland - 2025: für die Single I Don’t Wanna Live Forever - Norwegen - 2014: für die Autorenbeteiligung Story of My Life (One Direction) - Schweden - 2018: für die Single Dusk Till Dawn - Vereinigte Staaten - 2020: für die Single Pillowtalk - Australien - 2024: für die Autorenbeteiligung Night Changes (One Direction) - Australien - 2021: für die Single I Don’t Wanna Live Forever - Kanada - 2021: für die Single I Don’t Wanna Live Forever - Frankreich - 2017: für die Single I Don’t Wanna Live Forever - 2018: für die Single Dusk Till Dawn - Mexiko - 2023: für die Single Pillowtalk - Polen - 2018: für die Single Pillowtalk - 2019: für die Single Dusk Till Dawn - 2021: für die Single I Don’t Wanna Live Forever - Brasilien - 2020: für die Single Dusk Till Dawn - 2020: für die Single Pillowtalk - 2024: für die Single I Don’t Wanna Live Forever |

## Auszeichnungen nach Alben

### Mind of Mine
| Land/Region                  | Auszeichnungen für Musikverkäufe (Land/Region, Auszeichnung, Verkäufe) | Verkäufe  |
| ---------------------------- | ---------------------------------------------------------------------- | --------- |
| Brasilien (PMB)              | 2× Platin                                                              | 80.000    |
| Dänemark (IFPI)              | Platin                                                                 | 20.000    |
| Frankreich (SNEP)            | Gold                                                                   | 50.000    |
| Italien (FIMI)               | Gold                                                                   | 25.000    |
| Kanada (MC)                  | Platin                                                                 | 80.000    |
| Mexiko (AMPROFON)            | Platin                                                                 | 60.000    |
| Neuseeland (RMNZ)            | Platin                                                                 | 15.000    |
| Polen (ZPAV)                 | Platin                                                                 | 20.000    |
| Vereinigte Staaten (RIAA)    | Platin                                                                 | 1.000.000 |
| Vereinigtes Königreich (BPI) | Gold                                                                   | 100.000   |
| Insgesamt                    | 3× Gold · 8× Platin ·                                                  | 1.450.000 |

### Icarus Falls
| Land/Region                  | Auszeichnungen für Musikverkäufe (Land/Region, Auszeichnung, Verkäufe) | Verkäufe |
| ---------------------------- | ---------------------------------------------------------------------- | -------- |
| Brasilien (PMB)              | 2× Platin                                                              | 80.000   |
| Dänemark (IFPI)              | Gold                                                                   | 10.000   |
| Kanada (MC)                  | Gold                                                                   | 40.000   |
| Neuseeland (RMNZ)            | Gold                                                                   | 7.500    |
| Polen (ZPAV)                 | Platin                                                                 | 20.000   |
| Schweiz (IFPI)               | Gold                                                                   | 10.000   |
| Singapur (RIAS)              | Platin                                                                 | 10.000   |
| Vereinigte Staaten (RIAA)    | Gold                                                                   | 500.000  |
| Vereinigtes Königreich (BPI) | Silber                                                                 | 60.000   |
| Insgesamt                    | 1× Silber · 5× Gold · 4× Platin ·                                      | 737.500  |

## Auszeichnungen nach Singles

### Pillowtalk
| Land/Region                  | Auszeichnungen für Musikverkäufe (Land/Region, Auszeichnung, Verkäufe) | Verkäufe  |
| ---------------------------- | ---------------------------------------------------------------------- | --------- |
| Australien (ARIA)            | 4× Platin                                                              | 280.000   |
| Belgien (BRMA)               | Gold                                                                   | 15.000    |
| Brasilien (PMB)              | 2× Diamant                                                             | 500.000   |
| Dänemark (IFPI)              | 2× Platin                                                              | 180.000   |
| Deutschland (BVMI)           | Platin                                                                 | 400.000   |
| Frankreich (SNEP)            | Platin                                                                 | 133.333   |
| Italien (FIMI)               | 2× Platin                                                              | 100.000   |
| Kanada (MC)                  | 4× Platin                                                              | 320.000   |
| Mexiko (AMPROFON)            | Diamant                                                                | 300.000   |
| Neuseeland (RMNZ)            | 4× Platin                                                              | 120.000   |
| Polen (ZPAV)                 | Diamant                                                                | 100.000   |
| Portugal (AFP)               | Platin                                                                 | 10.000    |
| Schweden (IFPI)              | 3× Platin                                                              | 120.000   |
| Schweiz (IFPI)               | Platin                                                                 | 30.000    |
| Spanien (Promusicae)         | Platin                                                                 | 40.000    |
| Vereinigte Staaten (RIAA)    | 5× Platin                                                              | 5.000.000 |
| Vereinigtes Königreich (BPI) | 2× Platin                                                              | 1.500.000 |
| Insgesamt                    | 1× Gold · 31× Platin · 4× Diamant ·                                    | 9.148.333 |

### Like I Would
| Land/Region                  | Auszeichnungen für Musikverkäufe (Land/Region, Auszeichnung, Verkäufe) | Verkäufe |
| ---------------------------- | ---------------------------------------------------------------------- | -------- |
| Australien (ARIA)            | Platin                                                                 | 70.000   |
| Brasilien (PMB)              | Platin                                                                 | 60.000   |
| Italien (FIMI)               | Gold                                                                   | 25.000   |
| Kanada (MC)                  | Platin                                                                 | 80.000   |
| Neuseeland (RMNZ)            | Gold                                                                   | 15.000   |
| Schweden (IFPI)              | Gold                                                                   | 20.000   |
| Vereinigte Staaten (RIAA)    | Gold                                                                   | 500.000  |
| Vereinigtes Königreich (BPI) | Silber                                                                 | 200.000  |
| Insgesamt                    | 1× Silber · 4× Gold · 3× Platin ·                                      | 970.000  |

### Befour
| Land/Region     | Auszeichnungen für Musikverkäufe (Land/Region, Auszeichnung, Verkäufe) | Verkäufe |
| --------------- | ---------------------------------------------------------------------- | -------- |
| Brasilien (PMB) | Gold                                                                   | 30.000   |
| Insgesamt       | 1× Gold ·                                                              | 30.000   |

### Cruel
| Land/Region                  | Auszeichnungen für Musikverkäufe (Land/Region, Auszeichnung, Verkäufe) | Verkäufe |
| ---------------------------- | ---------------------------------------------------------------------- | -------- |
| Australien (ARIA)            | Gold                                                                   | 35.000   |
| Brasilien (PMB)              | Gold                                                                   | 30.000   |
| Neuseeland (RMNZ)            | Platin                                                                 | 30.000   |
| Vereinigtes Königreich (BPI) | Silber                                                                 | 200.000  |
| Insgesamt                    | 1× Silber · 2× Gold · 1× Platin ·                                      | 295.000  |

### I Don’t Wanna Live Forever
| Land/Region                  | Auszeichnungen für Musikverkäufe (Land/Region, Auszeichnung, Verkäufe) | Verkäufe  |
| ---------------------------- | ---------------------------------------------------------------------- | --------- |
| Australien (ARIA)            | 7× Platin                                                              | 490.000   |
| Belgien (BRMA)               | Platin                                                                 | 30.000    |
| Brasilien (PMB)              | 2× Diamant                                                             | 500.000   |
| Dänemark (IFPI)              | 2× Platin                                                              | 180.000   |
| Deutschland (BVMI)           | 3× Gold                                                                | 600.000   |
| Frankreich (SNEP)            | Diamant                                                                | 233.333   |
| Italien (FIMI)               | 3× Platin                                                              | 150.000   |
| Kanada (MC)                  | 7× Platin                                                              | 560.000   |
| Mexiko (AMPROFON)            | 3× Gold                                                                | 90.000    |
| Neuseeland (RMNZ)            | 5× Platin                                                              | 150.000   |
| Norwegen (IFPI)              | 4× Platin                                                              | 240.000   |
| Polen (ZPAV)                 | Diamant                                                                | 250.000   |
| Portugal (AFP)               | Platin                                                                 | 10.000    |
| Schweden (IFPI)              | 2× Platin                                                              | 240.000   |
| Spanien (Promusicae)         | 2× Platin                                                              | 120.000   |
| Vereinigte Staaten (RIAA)    | 4× Platin                                                              | 4.000.000 |
| Vereinigtes Königreich (BPI) | 2× Platin                                                              | 1.300.000 |
| Insgesamt                    | 2× Gold · 42× Platin · 4× Diamant ·                                    | 9.143.333 |

### Still Got Time
| Land/Region                  | Auszeichnungen für Musikverkäufe (Land/Region, Auszeichnung, Verkäufe) | Verkäufe  |
| ---------------------------- | ---------------------------------------------------------------------- | --------- |
| Australien (ARIA)            | Platin                                                                 | 70.000    |
| Brasilien (PMB)              | Platin                                                                 | 40.000    |
| Dänemark (IFPI)              | Gold                                                                   | 45.000    |
| Italien (FIMI)               | Gold                                                                   | 25.000    |
| Kanada (MC)                  | Platin                                                                 | 80.000    |
| Mexiko (AMPROFON)            | Gold                                                                   | 30.000    |
| Neuseeland (RMNZ)            | Platin                                                                 | 30.000    |
| Vereinigte Staaten (RIAA)    | Gold                                                                   | 500.000   |
| Vereinigtes Königreich (BPI) | Gold                                                                   | 400.000   |
| Insgesamt                    | 5× Gold · 4× Platin ·                                                  | 1.220.000 |

### Dusk Till Dawn
| Land/Region                  | Auszeichnungen für Musikverkäufe (Land/Region, Auszeichnung, Verkäufe) | Verkäufe  |
| ---------------------------- | ---------------------------------------------------------------------- | --------- |
| Australien (ARIA)            | 4× Platin                                                              | 280.000   |
| Belgien (BRMA)               | Platin                                                                 | 30.000    |
| Brasilien (PMB)              | 2× Diamant                                                             | 320.000   |
| Dänemark (IFPI)              | Platin                                                                 | 90.000    |
| Deutschland (BVMI)           | Platin                                                                 | 400.000   |
| Frankreich (SNEP)            | Diamant                                                                | 233.333   |
| Italien (FIMI)               | 3× Platin                                                              | 150.000   |
| Kanada (MC)                  | 4× Platin                                                              | 320.000   |
| Mexiko (AMPROFON)            | 9× Gold                                                                | 270.000   |
| Neuseeland (RMNZ)            | 4× Platin                                                              | 120.000   |
| Österreich (IFPI)            | Platin                                                                 | 30.000    |
| Polen (ZPAV)                 | Diamant                                                                | 100.000   |
| Portugal (AFP)               | Platin                                                                 | 10.000    |
| Schweden (IFPI)              | 5× Platin                                                              | 400.000   |
| Schweiz (IFPI)               | 3× Platin                                                              | 60.000    |
| Spanien (Promusicae)         | 2× Platin                                                              | 120.000   |
| Vereinigte Staaten (RIAA)    | 2× Platin                                                              | 2.000.000 |
| Vereinigtes Königreich (BPI) | 2× Platin                                                              | 1.200.000 |
| Insgesamt                    | 1× Gold · 38× Platin · 4× Diamant ·                                    | 6.133.333 |

### Let Me
| Land/Region                  | Auszeichnungen für Musikverkäufe (Land/Region, Auszeichnung, Verkäufe) | Verkäufe |
| ---------------------------- | ---------------------------------------------------------------------- | -------- |
| Australien (ARIA)            | Gold                                                                   | 35.000   |
| Brasilien (PMB)              | Platin                                                                 | 40.000   |
| Kanada (MC)                  | Gold                                                                   | 40.000   |
| Mexiko (AMPROFON)            | Gold                                                                   | 30.000   |
| Neuseeland (RMNZ)            | Platin                                                                 | 30.000   |
| Vereinigte Staaten (RIAA)    | Gold                                                                   | 500.000  |
| Vereinigtes Königreich (BPI) | Silber                                                                 | 200.000  |
| Insgesamt                    | 1× Silber · 4× Gold · 2× Platin ·                                      | 875.000  |

### Entertainer
| Land/Region       | Auszeichnungen für Musikverkäufe (Land/Region, Auszeichnung, Verkäufe) | Verkäufe |
| ----------------- | ---------------------------------------------------------------------- | -------- |
| Brasilien (PMB)   | Platin                                                                 | 40.000   |
| Mexiko (AMPROFON) | Gold                                                                   | 30.000   |
| Insgesamt         | 1× Gold · 1× Platin ·                                                  | 70.000   |

### Too Much
| Land/Region     | Auszeichnungen für Musikverkäufe (Land/Region, Auszeichnung, Verkäufe) | Verkäufe |
| --------------- | ---------------------------------------------------------------------- | -------- |
| Brasilien (PMB) | Gold                                                                   | 20.000   |
| Insgesamt       | 1× Gold ·                                                              | 20.000   |

### Fingers
| Land/Region     | Auszeichnungen für Musikverkäufe (Land/Region, Auszeichnung, Verkäufe) | Verkäufe |
| --------------- | ---------------------------------------------------------------------- | -------- |
| Brasilien (PMB) | Gold                                                                   | 20.000   |
| Insgesamt       | 1× Gold ·                                                              | 20.000   |

### Trampoline
| Land/Region       | Auszeichnungen für Musikverkäufe (Land/Region, Auszeichnung, Verkäufe) | Verkäufe |
| ----------------- | ---------------------------------------------------------------------- | -------- |
| Australien (ARIA) | 2× Platin                                                              | 140.000  |
| Belgien (BRMA)    | Platin                                                                 | 40.000   |
| Dänemark (IFPI)   | Gold                                                                   | 45.000   |
| Neuseeland (RMNZ) | 3× Platin                                                              | 90.000   |
| Norwegen (IFPI)   | Platin                                                                 | 60.000   |
| Schweden (IFPI)   | Gold                                                                   | 40.000   |
| Insgesamt         | 3× Gold · 7× Platin ·                                                  | 415.000  |

### A Whole New World (End Title)
| Land/Region               | Auszeichnungen für Musikverkäufe (Land/Region, Auszeichnung, Verkäufe) | Verkäufe |
| ------------------------- | ---------------------------------------------------------------------- | -------- |
| Brasilien (PMB)           | 2× Platin                                                              | 80.000   |
| Kanada (MC)               | Gold                                                                   | 40.000   |
| Mexiko (AMPROFON)         | Gold                                                                   | 30.000   |
| Vereinigte Staaten (RIAA) | Gold                                                                   | 500.000  |
| Insgesamt                 | 3× Gold · 2× Platin ·                                                  | 650.000  |

### Better
| Land/Region     | Auszeichnungen für Musikverkäufe (Land/Region, Auszeichnung, Verkäufe) | Verkäufe |
| --------------- | ---------------------------------------------------------------------- | -------- |
| Brasilien (PMB) | Gold                                                                   | 20.000   |
| Insgesamt       | 1× Gold ·                                                              | 20.000   |

## Auszeichnungen nach Liedern

### There You Are
| Land/Region     | Auszeichnungen für Musikverkäufe (Land/Region, Auszeichnung, Verkäufe) | Verkäufe |
| --------------- | ---------------------------------------------------------------------- | -------- |
| Brasilien (PMB) | Platin                                                                 | 40.000   |
| Insgesamt       | 1× Platin ·                                                            | 40.000   |

### Good Years
| Land/Region     | Auszeichnungen für Musikverkäufe (Land/Region, Auszeichnung, Verkäufe) | Verkäufe |
| --------------- | ---------------------------------------------------------------------- | -------- |
| Brasilien (PMB) | Gold                                                                   | 20.000   |
| Insgesamt       | 1× Gold ·                                                              | 20.000   |

## Auszeichnungen nach Autorenbeteiligungen

### Story of My Life (One Direction)
| Land/Region                  | Auszeichnungen für Musikverkäufe (Land/Region, Auszeichnung, Verkäufe) | Verkäufe  |
| ---------------------------- | ---------------------------------------------------------------------- | --------- |
| Australien (ARIA)            | 4× Platin                                                              | 280.000   |
| Dänemark (IFPI)              | 2× Platin                                                              | 180.000   |
| Deutschland (BVMI)           | 3× Gold                                                                | 450.000   |
| Griechenland (IFPI)          | 2× Platin                                                              | 40.000    |
| Italien (FIMI)               | Platin                                                                 | 30.000    |
| Japan (RIAJ)                 | Platin                                                                 | 250.000   |
| Kanada (MC)                  | 4× Platin                                                              | 320.000   |
| Mexiko (AMPROFON)            | 3× Gold                                                                | 90.000    |
| Neuseeland (RMNZ)            | 3× Platin                                                              | 90.000    |
| Norwegen (IFPI)              | 5× Platin                                                              | 50.000    |
| Schweden (IFPI)              | Gold                                                                   | 20.000    |
| Schweiz (IFPI)               | Gold                                                                   | 15.000    |
| Spanien (Promusicae)         | 2× Platin                                                              | 120.000   |
| Vereinigte Staaten (RIAA)    | 3× Platin                                                              | 3.000.000 |
| Vereinigtes Königreich (BPI) | 2× Platin                                                              | 1.430.000 |
| Insgesamt                    | 4× Gold · 31× Platin ·                                                 | 6.345.000 |

### Night Changes (One Direction)
| Land/Region                  | Auszeichnungen für Musikverkäufe (Land/Region, Auszeichnung, Verkäufe) | Verkäufe  |
| ---------------------------- | ---------------------------------------------------------------------- | --------- |
| Australien (ARIA)            | 6× Platin                                                              | 420.000   |
| Dänemark (IFPI)              | Platin                                                                 | 90.000    |
| Griechenland (IFPI)          | Platin                                                                 | 20.000    |
| Italien (FIMI)               | Platin                                                                 | 100.000   |
| Kanada (MC)                  | Platin                                                                 | 80.000    |
| Mexiko (AMPROFON)            | Platin                                                                 | 60.000    |
| Neuseeland (RMNZ)            | 3× Platin                                                              | 90.000    |
| Spanien (Promusicae)         | Platin                                                                 | 60.000    |
| Vereinigte Staaten (RIAA)    | Platin                                                                 | 1.010.000 |
| Vereinigtes Königreich (BPI) | 2× Platin                                                              | 1.200.000 |
| Insgesamt                    | 18× Platin ·                                                           | 3.130.000 |

## Auszeichnungen nach Musikstreamings

### Story of My Life (One Direction)
| Land/Region          | Auszeichnungen für Musikverkäufe (Land/Region, Auszeichnung, Verkäufe) | Verkäufe  |
| -------------------- | ---------------------------------------------------------------------- | --------- |
| Dänemark (IFPI)      | Platin                                                                 | 1.800.000 |
| Spanien (Promusicae) | Gold                                                                   | 4.000.000 |
| Insgesamt            | 1× Gold · 1× Platin ·                                                  | 5.800.000 |

## Statistik und Quellen
| Land/RegionAuszeichnungen für Musikverkäufe (Land/Region, Auszeichnungen, Verkäufe, Quellen) | Silber     | Gold       | Platin         | Diamant       | Verkäufe   | Quellen              |
| -------------------------------------------------------------------------------------------- | ---------- | ---------- | -------------- | ------------- | ---------- | -------------------- |
| Australien (ARIA)                                                                            | —          | 2× Gold2   | 29× Platin29   | —             | 2.100.000  | aria.com.au          |
| Belgien (BRMA)                                                                               | —          | Gold1      | 3× Platin3     | —             | 115.000    | ultratop.be          |
| Brasilien (PMB)                                                                              | —          | 6× Gold6   | 11× Platin11   | 6× Diamant6   | 1.920.000  | pro-musicabr.org.br  |
| Dänemark (IFPI)                                                                              | —          | 3× Gold3   | 10× Platin10   | —             | 840.000    | ifpi.dk              |
| Deutschland (BVMI)                                                                           | —          | 2× Gold2   | 4× Platin4     | —             | 1.850.000  | musikindustrie.de    |
| Frankreich (SNEP)                                                                            | —          | Gold1      | Platin1        | 2× Diamant2   | 649.999    | snepmusique.com      |
| Griechenland (IFPI)                                                                          | —          | —          | 2× Platin2     | —             | 40.000     | Einzelnachweise      |
| Italien (FIMI)                                                                               | —          | 3× Gold3   | 10× Platin10   | —             | 605.000    | fimi.it              |
| Kanada (MC)                                                                                  | —          | 3× Gold3   | 23× Platin23   | —             | 1.960.000  | musiccanada.com      |
| Mexiko (AMPROFON)                                                                            | —          | 7× Gold7   | 8× Platin8     | Diamant1      | 990.000    | amprofon.com.mx      |
| Neuseeland (RMNZ)                                                                            | —          | 2× Gold2   | 26× Platin26   | —             | 787.500    | radioscope.co.nz NZ2 |
| Norwegen (IFPI)                                                                              | —          | —          | 10× Platin10   | —             | 350.000    | ifpi.no              |
| Österreich (IFPI)                                                                            | —          | —          | Platin1        | —             | 30.000     | ifpi.at              |
| Polen (ZPAV)                                                                                 | —          | —          | 2× Platin2     | 3× Diamant3   | 490.000    | olis.pl              |
| Portugal (AFP)                                                                               | —          | —          | 3× Platin3     | —             | 30.000     | Einzelnachweise      |
| Schweden (IFPI)                                                                              | —          | 3× Gold3   | 10× Platin10   | —             | 840.000    | sverigetopplistan.se |
| Schweiz (IFPI)                                                                               | —          | 2× Gold2   | 4× Platin4     | —             | 115.000    | hitparade.ch         |
| Singapur (RIAS)                                                                              | —          | —          | Platin1        | —             | 10.000     | rias.org.sg          |
| Spanien (Promusicae)                                                                         | —          | Gold1      | 8× Platin8     | —             | 460.000    | elportaldemusica.es  |
| Vereinigte Staaten (RIAA)                                                                    | —          | 5× Gold5   | 16× Platin16   | —             | 18.510.000 | riaa.com             |
| Vereinigtes Königreich (BPI)                                                                 | 4× Silber4 | 2× Gold2   | 10× Platin10   | —             | 7.790.000  | bpi.co.uk            |
| Insgesamt                                                                                    | 4× Silber4 | 43× Gold43 | 192× Platin192 | 12× Diamant12 |            |                      |